# Зальцер, Семён Зельманович
Семён Зельманович Зальцер (1898—1941) — советский график, карикатурист.

## Биография
Семён Зальцер родился 15 (27) февраля 1898 года в Одессе (по другим данным — в Николаеве). В 1915 году окончил Александровское реальное училище в Николаеве. В 1915—1919 годах учился в Одесском художественном училище у К. К. Костанди. Работы Зальцера экспонировались на художественных выставках в Одессе в 1918 и 1919 годах. Среди представленных на этих выставках произведений был жарж «Композитор О. Недбаль» — эскиз панно для Подвального театра-кабаре. В 1920-х годах участвовал в оформлении «Окон ЮгРОСТА», написал ряд агитационных плакатов на красноармейскую тематику («Фронту необходимо…» — 1920; «День Красной казармы» — 1921 и других). С 1922 года публиковал свои карикатуры в сатирических журналах «Червоный перец», «Облава», «Зритель», «Театр, клуб, кино», «Красная оса», «Прожектор», «Черноморская коммуна», «Гаврило» и других. Оформил несколько одесских кафе и кабаре, а также театральных спектаклей. Преподавал в художественной школе, организованной в Одессе Ю. Р. Бершадским. Нарисовал ряд портретных шаржей на деятелей театра и кино. В 1930-е годы его карикатуры почти не публиковались. Работы Зальцера исполнены в духе конструктивизма, его формы и образы характерны для советского искусства начала XX века.
После начала Великой Отечественной войны отказался эвакуироваться из Одессы. Писал сатирические плакаты для «Окон ТАСС» («Кто при звездах и огне шибко скачет на коне?»). Последняя его карикатура была опубликована 11 июля 1941 года. Погиб в 1941 году в гетто во время оккупации Одессы.

## Галерея

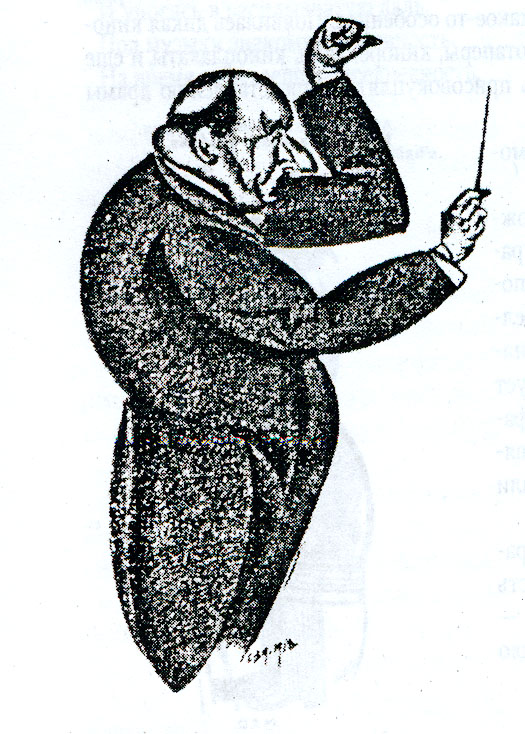
Портрет музыканта и дирижёра О. Недбаля. 1918
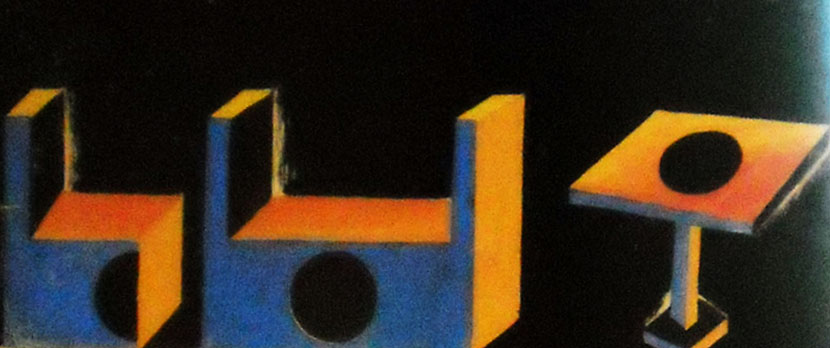
Эскиз оформления спектакля 2-го передвижного одесского театра Губполитпросвещения. 1921
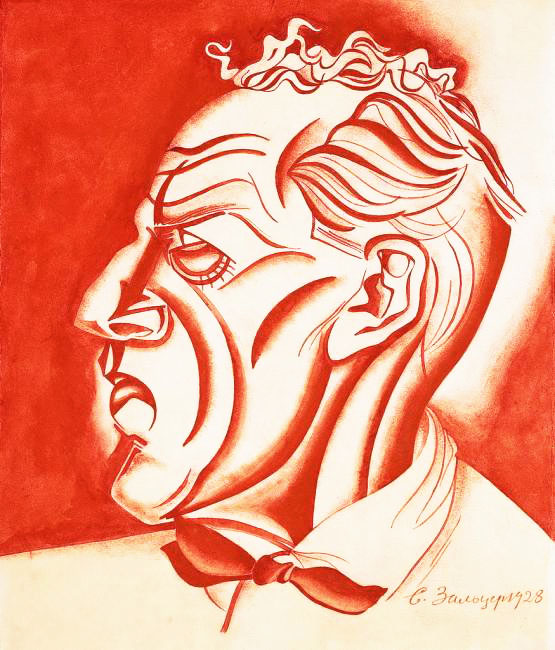
Портрет Я. Протазанова. 1928
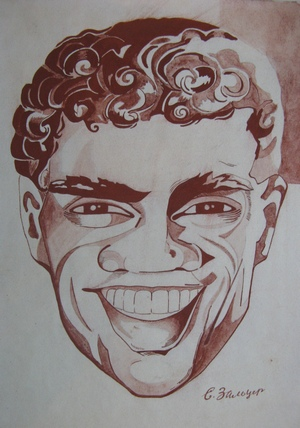
Портрет Н. Баталова